# Syllitus froggatti
Syllitus froggatti är en skalbaggsart som beskrevs av Mckeown 1937. Syllitus froggatti ingår i släktet Syllitus och familjen långhorningar. Inga underarter finns listade i Catalogue of Life.